# 李镇江
李镇江（1975年7月—），湖南省平江县人，中华人民共和国政治人物。

## 生平
1975年7月，李镇江出生在湖南省平江县。1990年，李镇江进入岳阳农业学校庭院经济专业学习，1993年毕业后进入政界，成为平江县浆市乡团委书记、副乡长，1994年3月加入中国共产党，1995年4月调任大坪乡团委书记，同年11月改任副乡长，1998年12月升任党委副书记。2000年3月，李镇江调任中共平江县官塘农场总支委员会书记，次年11月转任共青团平江县委书记。2004年4月，李镇江调任平江县思村乡（今福寿山镇）党委书记，次年4月兼任福寿山风景区管委会主任。2007年12月，李镇江升任平江县人民政府党组成员、副县长，2007年12月出任中共平江县委常委、县委办公室主任，2013年9月出任副县长，2015年12月升任常务副县长。2016年8月，李镇江调任中共湘阴县委副书记、县人民政府县长提名人选、代县长，2016年11月正式出任县长，2021年7月升任中共湘阴县委书记，9月兼任县人武部党委第一书记。

### 落马
2018年，李镇江担任湘阴县长时期因洞庭湖区下塞湖非法矮围问题受到党内严重警告处分。
2024年1月22日，李镇江涉嫌严重违纪违法接受湖南省纪委监委纪律审查和监察调查。
2024年7月被开除党籍和公职